# Hermann Lietz
Hermann Lietz (Dumgenewitz, 1868 – Haubinda, 1919) è stato un pedagogista tedesco, seguace della Educazione Nuova.
Prendendo spunto dalla Abbotsholme School di Cecil Reddie, fondò nel 1898 a Ilsenburg la Casa di educazione di campagna, in cui i ragazzi vivevano a contatto con la natura.